# Macroclinium villenarum
Macroclinium villenarum là một loài thực vật có hoa trong họ Lan. Loài này được D.E.Benn. mô tả khoa học đầu tiên năm 1992.